# Aisel
Aisel Mammadova (født 21. august 1988), også kendt som Aisel, er en aserbajdsjansk sangerinde, som repræsenterede Aserbajdsjan ved Eurovision Song Contest 2018 med sangen "X My Heart". Hun opnåede en 11. plads i første semifinale, og dermed kvalificerede hun sig ikke til finalen.